# Рай, Сатьяджит
Сатьяджит Рай (бенг. সত্যজিত রায় или бенг. সত্যজিৎ রায় бенгальское произношение именио файле, англ. Satyajit Ray; 2 мая 1921, Калькутта — 23 апреля 1992, там же) — крупнейший индийский кинорежиссёр, сценарист, детский писатель, композитор, продюсер, издатель, кинокритик, иллюстратор. Первый индийский лауреат премии «Оскар». Автор музыки ко многим своим фильмам.
По собственному признанию, Рай был очарован кино будучи студентом колледжа, а большую часть его таланта составляет результат неоднократных просмотров фильмов известных классических режиссёров — Джона Форда, Феллини, Витторио Де Сика, Орсона Уэллса.
После выхода на экран фильма «Песнь дороги» (1955) провозглашён создателем неореалистичного направления в индийском кино. Именно с этого фильма началась одна из самых блестящих режиссёрских карьер не только в Индии, но и во всём мире.
Является одним из четырёх режиссёров, которые более одного раза получили приз за лучшую режиссуру на Берлинском кинофестивале.

## Биография
Предки Сатьяджита Рая прослеживаются по меньшей мере на десять поколений.
Сатьяджит Рай родился 2 мая 1921 года в Калькутте в известной семье. Он был единственным сыном Сукумара Рая и внуком видного мыслителя из движения Брахмо Самадж. Когда ему исполнилось 2 года, умер его отец и Рай с матерью переехал жить к родственникам. В детстве он рос замкнутым и молчаливым ребёнком.
Семья Рая была бедной, поэтому его мать вынуждена была искать деньги, чтобы послать Сатьяджита учиться в Президентский колледж Калькуттского университета, в котором учился и его отец Сукумар. В колледже Рай изучал экономику, физику и другие науки. Там он всерьёз начал увлекаться западной классической музыкой и кино. Рай не только просматривал фильмы, но и читал специальную литературу, посвящённую кинематографу. В 1940 году Сатьяджит с отличием окончил колледж и поступил в Университет Висва-Бхарата, основанный Рабиндранатом Тагором в городе Шантиникетан. Там он почти два года изучал графику. Среди его учителей были известные художники Нондолал Бошу и Бинод Бихари Мукерджи.
В 1942 году Рай, обеспокоенный приближением Второй мировой войны, бросил учёбу и вернулся домой, где устроился работать в рекламное агентство. На протяжении десяти лет он работал в рекламном агентстве, пройдя путь от простого графика до художественного руководителя.
В 1947 году совместно с Чидананда Гуптой он создал первый в стране киноклуб, который впоследствии посещали многие известные люди. Одним из этих посетителей был известный французский режиссёр Жан Ренуар, у которого Рай работал ассистентом на съёмках фильма «Река».
В 1948 году Рай женился на своей двоюродной сестре Биджойе.

## Творчество

### Начало карьеры. Трилогия об Апу
Находясь в командировке в Лондоне Рай смог посмотреть огромное количество фильмов. Самое большое впечатление на него оказали работы режиссёров итальянского неореализма. Тогда он решает экранизировать роман бенгальского классика Б. Бандьопадхяя «Песня дороги», который рассказывает о жизни обычной деревенской семьи.
Вернувшись домой, Сатьяджит делится своим планами с Ренуаром. Он получает поддержку и одобрение известного режиссёра. В 1952 году Рай приступает к съёмкам фильма, которой принесёт известность и славу не только Раю, но и его стране. Съёмки сопровождались финансовыми трудностями, но при поддержке правительства Западной Бенгалии Раю удалось закончить дебютный фильм.
«Песнь дороги» («Патер Панчали») вышел на экраны в 1955 году. В течение восьми недель фильм собирает аншлаги в кинотеатрах. Вот как критики писали о молодом режиссёре, который стал лицом индийского кинематографа:

Его бесхитростный глаз видит жизнь и людей. Композиция его кадров столь виртуозна, что её можно сравнить с манерой немногих выдающихся режиссёров во всей истории мирового кино… Но не в ракурсах камеры и не в монтаже планов кроется главный секрет его успеха. Сила Рея — в той легкости, с которой он проникает в самое нутро своих героев и показывает, что происходит в их умах и сердцах.— Мусский И. А. «100 великих режиссёров»
При содействии Джавахарлала Неру фильм был показан на Каннском кинофестивале 1956 года, где его встретили овациями и удостоили приза «Лучший человеческий документ года». Так индийское кино стало известно во всём мире. «Песнь дороги» — первая часть трилогии об Апу, которая является одной из жемчужин мирового кино.
На фоне неожиданного успеха Рай снимает вторую часть трилогии, посвящённой взрослению и вхождению в большой мир деревенского мальчика Апу. В 1956 году выходит фильм «Непокорённый». Картина отмечена многими престижными премиями — венецианским «Золотым львом», американским «Золотым лавром» и многими другими наградами.
Заключительная часть трилогии создана Раем в 1959 году. Она называется «Мир Апу». Фильм получил «Золотую медаль» президента Индии. Кроме того, «Мир Апу» был назван лучшим иностранным фильмом года в США и отмечен призом Эдинбургского кинофестиваля. Существует предположение, что в образе Апу Рай вывел молодого Р. Тагора. Он показал порывы и сомнения его души в процессе овладения творчеством. «Трилогия об Апу» — признанная классика авторского кинематографа.

### 1960-е годы
Большинство фильмов, снятых Раем на заре режиссёрской карьеры, посвящены сложным проблемам семейных отношений. Данная тема была продолжена бенгальцем в фильмах «Канченджанга» (1962), и в социальной мелодраме «Большой город» (1963).
В 1964 году, по повести Тагора «Разрушенное гнездо», Рай снимает фильм «Чарулата». По мнению критиков, «Чарулата» — самое совершенное творение режиссёра. По признанию самого режиссёра это единственный исторический фильм, который ему удался.
За фильмы «Большой город» (1963) и «Чарулата» (1964) он получил Серебряного медведя на Берлинском кинофестивале.
Известно, что Рай был ярым противником насилия богатых над бедными и оправдывал сопротивление последних. В 1966 году он призывал прекратить репрессии в отношении голодающих бенгальцев. Позже на центральной площади Калькутты Сатьяджит зачитал заявление деятелей индийской культуры, в котором осуждалась война во Вьетнаме.
Его творческая деятельность не ограничивалась одной лишь режиссурой. Рай писал сценарии и музыку к своим фильмам. Он автор многочисленных рассказов и романов на бенгальском языке. Сатьяджит создал героя по имени Продош Миттер (прозванный Пхелу), который стал любимцем бенгальцев. Огромный успех имели его песни, которые он сочинил для своей фольклорной дилогии «Гупи поет, Багха танцует» (1968) и «Королевство алмазов» (1969). Также Рай занимался книжным дизайном. Ему удалось создать шрифт, названный Ray Roman.

### 1970—90-е годы
В 1973 году Рай рай снимает фильм «Отдалённый гром». Этой картиной режиссёр завершает путешествие в мир людей, которое он проделал в своих предыдущих фильмах.
«Отдалённый гром» рассказывает о событиях 1942—1943 годов, когда в богатой и плодородной Бенгалии наступил ужасный голод. Яркие, сочные тона, красочный пейзаж, красивые женские лица и сари наполняют фильм картинами мирной жизни. По мере смены событий яркие тона исчезают с экрана и сменяются серыми. Также мрачной становится природа. Финал выдержан в тёмных тонах.
Фильм награждён «Золотым медведем» кинофестиваля в Берлине и «Золотым Хьюго» фестиваля в Чикаго.
В 1978 году Сатьяджит снимает фильм Шахматисты. Это единственный фильм, который был снят им на языке урду и английском. Герои фильма настолько одержимы игрой в шахматы, что потеряли интерес ко всему происходящему вокруг. Фильм получил приз за лучшую режиссуру.
Потом Рай тяжело заболел и долгое время не снимал. В это время он редактирует и иллюстрирует детский журнал «Шондеш».
Последний фильм режиссёра «Странник» (1991) был встречен с восхищением. Будучи тяжелобольным Рай был награждён премией «Оскар» за вклад в киноискусство.
Умер в 1992 году в Калькутте.

## Особенности творчества
В фильмах Рая показаны самые различные проблемы жизни индийского народа. Например, крушение традиционных моральных ценностей, дискриминация женщины в семье и обществе, борьба за гражданские права.

## Семья
Дед — Упендракишор Рай (Рай Чоудхури) — известный индийский издатель, музыкант, детский писатель.
Отец — Сукумар Рай (1887—1923) — индийский писатель, классик литературы на языке бенгали, фотограф и мастер литографии. Автор юмористических и детских стихов, рассказов, пьес.
Жена — Биджойя Рай (1917—2015).

## Факты
Во время создания фильма «Песнь дороги» Рай пережил финансовый крах. Он был вынужден заложить фамильные драгоценности жены, чтобы профинансировать съёмки.
Считал своим наставником великого философа и гуманиста Рабиндраната Тагора, который был другом его дедушки.
Однажды известный продюсер Дэвид Селзник приглашал его в Голливуд, чтобы обговорить с ним возможность создания индийского варианта «Анны Карениной». Селзник видел Рая не только как режиссёра фильма, но и как исполнителя роли Вронского. Рай ответил отказом.

## Награды и премии
Рай — один из трёх режиссёров, сумевших получить «Серебряного медведя» за режиссуру более, чем один раз. Он был вторым кинодеятелем после Чарли Чаплина, награждённым почётной докторской степенью в Оксфордском университете. Ниже приведён неполный список его наград:
- 1956 — приз «Лучший человеческий документ года» Каннского кинофестиваля (фильм «Песнь дороги»)
- 1956 — приз «Золотые ворота» кинофестиваля в Сан-Франциско за лучший фильм и режиссуру («Песнь дороги»)
- 1957 — «Золотой лев» и приз ФИПРЕССИ Венецианского кинофестиваля («Непокорённый»)
- 1958 — приз «Золотые ворота» кинофестиваля в Сан-Франциско за лучшую режиссуру («Непокорённый»)
- 1959 — премия Британского киноинститута («Мир Апу»)
- 1964 — премия «Серебряный медведь» за лучшую режиссуру Берлинского кинофестиваля («Большой город»)
- 1965 — премия «Серебряный медведь» за лучшую режиссуру Берлинского кинофестиваля («Чарулата»)
- 1966 — специальное упоминание на Берлинском кинофестивале («Герой»)
- 1967 — премия Рамона Магсайсая «За искусство, сближающее народы»[16]
- 1967 — премия Бодиль за лучший неевропейский фильм («Непокорённый»)
- 1967 — лучший иностранный фильм Kinema Junpo Awards («Песнь дороги»)
- 1968 — Национальная кинопремия Индии за лучшую режиссуру («Зверинец»)
- 1969 — Национальная кинопремия Индии за лучшую режиссуру («Приключения Гупи и Багхи»)
- 1969 — премия Бодиль за лучший неевропейский фильм («Песнь дороги»)
- 1971 — Национальная кинопремия Индии за лучшую режиссуру («Противник»)
- 1973 — «Золотой медведь» Берлинского кинофестиваля («Отдалённый гром»)
- 1975 — Национальная кинопремия Индии за лучшую режиссуру («Золотая крепость»)
- 1976 — Национальная кинопремия Индии за лучшую режиссуру («Посредник»)
- 1978 — Filmfare Award за лучшую режиссуру («Шахматисты»)
- 1979 — приз за вклад в киноискусство ММКФ
- 1982 — почётный приз Венецианского кинофестиваля[17]
- 1991 — приз за особые достижения кинофестиваля в Токио
- 1992 — Национальная кинопремия Индии за лучшую режиссуру («Странник»)
- 1992 — премия «Оскар» за выдающиеся заслуги в кинематографе
- 1992 — Премия имени Акиры Куросавы кинофестиваля в Сан-Франциско[11][18]

Кроме того, Рай был награждён несколькими государственными наградами, отмечен специальными призами различных киноорганизаций. Ему присвоены докторские степени в некоторых университетах Индии и мира.
В 1992 году голосование критиков Sight & Sound поместило Рая на 7 место в списке лучших 10 режиссёров всех времён, сделав его самым высоко оценённым азиатским кинодеятелем в списке. В 2002 году голосование критиков и режиссёров Sight & Sound поставило Рая на 22 место в списке величайших режиссёров всех времён, что делает его четвёртым среди азиатских режиссёров в списке. В 1996 году журнал Entertainment Weekly поставил Рая 25 номеров в своём списке пятидесяти величайших режиссёров. В 2007 году журнал Total Film включил Рая в свой список ста величайших кинорежиссёров во все времена.

## Фильмография
| Год  |   | Русское название                         | Оригинальное название | Роль                |
| ---- | - | ---------------------------------------- | --------------------- | ------------------- |
| 1955 | ф | Песнь дороги                             | পথের পাঁচালী               | режиссёр, сценарист |
| 1956 | ф | Непокорённый                             | অপরাজিত                 | режиссёр, сценарист |
| 1958 | ф | Философский камень                       | পরশ পাথর               | режиссёр            |
| 1958 | ф | Музыкальная комната                      | জলসাঘর                 | режиссёр            |
| 1959 | ф | Мир Апу                                  | অপুর সংসার               | режиссёр, сценарист |
| 1960 | ф | Богиня                                   | দেবী                    | режиссёр, сценарист |
| 1961 | ф | Три дочери                               | তিন কন্যা                | режиссёр, сценарист |
| 1962 | ф | Канченджанга                             | কাঞ্চনজঙ্ঘা               | режиссёр, сценарист |
| 1962 | ф | Поездка                                  | অভিযান                  | режиссёр, сценарист |
| 1963 | ф | Большой город                            | মহানগর                 | режиссёр, сценарист |
| 1964 | ф | Чарулата                                 | চারুলতা                  | режиссёр, сценарист |
| 1965 | ф | Трус                                     | কাপুরুষ                  | режиссёр, сценарист |
| 1965 | ф | Святоша                                  | মহাপুরুষ                 | режиссёр, сценарист |
| 1966 | ф | Герой                                    | নায়ক                   | режиссёр, сценарист |
| 1967 | ф | Зверинец                                 | চিড়িয়াখানা                 | режиссёр, сценарист |
| 1969 | ф | Приключения Гупи и Багхи                 | গুপী গাইন বাঘা বাইন         | режиссёр, сценарист |
| 1970 | ф | Дни и ночи в лесу                        | অরণ্যের দিনরাত্রি           | режиссёр, сценарист |
| 1971 | ф | Противник                                | প্রতিদ্বন্দ্বী              | режиссёр, сценарист |
| 1971 | ф | Компания с ограниченной ответственностью | সীমাবদ্ধ                 | режиссёр, сценарист |
| 1973 | ф | Отдалённый гром                          | অশনি সংকেত               | режиссёр, сценарист |
| 1974 | ф | Золотая крепость                         | েসানার েকল্লা               | режиссёр, сценарист |
| 1976 | ф | Посредник                                | জনঅরণ্য                | режиссёр, сценарист |
| 1977 | ф | Шахматисты                               | শতরঞ্জ কি খিলাড়ি           | режиссёр, сценарист |
| 1979 | ф | Слава отцу Фелунатху                     | জয় বাবা ফেলুনাথ            | режиссёр, сценарист |
| 1980 | ф | Королевство алмазов                      | হীরক রাজার দেশে            | режиссёр, сценарист |
| 1981 | ф | Избавление                               | সদগতি                  | режиссёр, сценарист |
| 1984 | ф | Дом и мир                                | ঘরে বাইরে                | режиссёр, сценарист |
| 1990 | ф | Враг народа                              | গণশত্র                 | режиссёр, сценарист |
| 1990 | ф | Ветви одного дерева                      | শাখা প্রশাখা               | режиссёр, сценарист |
| 1991 | ф | Странник                                 | আগন্তুক                 | режиссёр, сценарист |